# Krzysztof Willibald Henryk von Houwald
Krzysztof Willibald Henryk von Houwald (Christoph Willibald Heinrich von Houwald) (ur. 15 czerwca 1706 w Pasłęku; zm. 3 czerwca 1741 w Straupitz) – królewsko-polski i elektorsko-saski szambelan, pan na Małdytach i Straupitz.
Pochodził z rodu von Houwaldów. Był prawnukiem generała Krzysztofa von Houwalda, służącego na dworze króla Polski Władysława IV Wazy. Po śmierci ojca w 1709 odziedziczył Małdyty, Drynki i Pozorty, a w marcu 1717 roku przeniósł się do majątku Straupitz na Łużycach. W 1727 został szambelanem Augusta II Mocnego. Zmarł po chorobie w 1741 i został pochowany w kościele w Straupitz.